# Leo Ornstein
Leo Ornstein (pravděpodobně 2. prosince 1893 Kremenčuk, Ruské impérium, nyní Ukrajina – 24. února 2002 Green Bay, Wisconsin, USA) byl americký klavírista, hudební skladatel a pedagog.
Již od dětství měl velký talent pro hudbu. Jeho otec byl židovským kantorem. Na doporučení Josefa Hofmanna zahájil studium na hudební škole v Kyjevě a v roce 1904 přešel na konzervatoř v Petrohradu. V roce 1906 s rodinou emigroval do Spojených států, kde prožil zbytek svého života. Rodina se usadila v New Yorku, kde studoval na Institute of Musical Art.
Nejvýraznější skladatelské období prožil od roku 1913 do počátku třicátých let. Později se přestal účastnit veřejných koncertů a nadále jen skládal. Své poslední dílo, sonátu pro klavír, představil ve svých sedmadevadesáti letech.